# マロン (フードスタイリスト)
マロン（本名：板井 典夫（いたい のりお）、1959年9月29日 - ）は、日本初のフードスタイリスト。佐賀県唐津市出身（生まれは長崎県）。血液型はB型。

## 来歴
佐賀県立唐津東高等学校卒業、大阪あべの辻調理師専門学校を卒業。
ボーダー柄のシャツがトレードマーク。
唐津観光大使（2010年7月23日～）、佐賀県産かんきつ類イメージキャラクター（JAグループ佐賀）（2010年～）。

## 出演
- エクスプレス（TBS系）
- ポンキッキーズ21（フジテレビ系）
- きょうの料理（NHK）
- おネエ★MANS（日本テレビ系）
- マロンのデイリー・キッチン（フーディーズTV）
- 板井典夫のおいしいひと皿できちゃった！（フーディーズTV）
- マロンのお甘いのがお好き（フーディーズTV）
- おびゴハン（TBS　2016年12月～2017年3月）

## 著書
- 『100枚のおいしいお皿 毎日の食卓を楽しむお皿術』中野博安 撮影. 文化出版局, 1994.11
- 『ひと鍋で気ままごはん 板井典夫スタイル』講談社, 2002.11
- 『マロンの野菜たっぷりきれいレシピ』ダイエットコミュニケーションズ 監修. 家の光協会, 2002.12
- 『マロンのマジッククッキング! おいしいひと皿ができました』 (講談社のお料理book) 2002.3
- 『板井定食 フードスタイリスト「マロン」の30の定食スタイル』ソニー・マガジンズ, 2002.5
- 『板井典夫さんのパスタ』オレンジページ, 2002.5
- 『休日に作っておけば、毎日のごはんが楽になる』（アスコム）2003
- 『板井典夫の料理を楽しくする100の道具、100のレシピ (SSCムック) SSコミュニケーションズ, 2004.10
- 『マロンちゃん教えて!はじめてのお料理』家の光協会, 2004.3
- 『マロンのとっておき』（6冊シリーズ）和田百合子 (編集)（千趣会　ベルメゾン）2004
- 『マロンの料理のイロハ 道具編 (NHKまる得マガジン) 日本放送出版協会, 2004.8
- 『ストックだねで、毎日のごはんがもっと楽になる』板井典夫 [著]. アスコム, 2005.1
- 『マロンの料理のイロハ おいしさひと工夫編 (NHKまる得マガジン) 日本放送出版協会, 2005.7
- 『マロンのお肉de郷土料理 ローカルディッシュレシピ』v.1-3 日本食肉消費総合センター, 2006
- 『マロンの幸せうちごはん』(集英社be文庫) 2006.2
- 『パスタでごはん』マロン 著. 西東社, 2007.11
- 『マロンの弁当男子! 不器用な男子でも作れる!もちろんママも楽な簡単レシピ 休日1時間で1週間分を準備!「すごいね!」と言わせる男子のためのお弁当』PHP研究所, 2009.10
- 『マロンのお弁当コーディネート 明日のおかず、何にする?』高橋書店, 2009.3
- 『マロンの「角打ち」 おつまみ65皿』講談社, 2010.10
- 『おいしいものにはワケがある！マロンの簡単！絶品！蒸し料理！』（芸文社）2011
- 『おうちで肉ごはん定食』（KKベストセラーズ）2011
- 『おうちで作れる極上パスタ83』マロン レシピ&料理. 西東社, 2014.2

### 共著
- 『韓国うちめし おうちで簡単に作る韓国アレンジ料理』春山みどり, 板井典夫著. 婦人生活社, 2002.2
- 『まみ&マロンたれとソースの本 (レタスクラブcooking) 山瀬まみ, 板井典夫著. SSコミュニケーションズ, 2003.7
- 『ケンタロウ&マロン&チェ、いざソウルへ!韓国食べまくり』(講談社MOOK)2003
- 『板井典夫という生き方 (シリーズ「極める」) さらだたまこ著. 宙出版, 2005.8
- 『飛田和緒&マロンの ボルドーワイン×料理BOOK』オレンジページ、2009

## 寄稿
- 「豆レシピ」オレンジページ（日本豆類協会）(2013年～2017年）